# Unité urbaine de Privas
L'unité urbaine de Privas est une unité urbaine française centrée sur la commune de Privas, en Ardèche.

## Données générales
En 2010, selon l'Insee, l'unité urbaine était composée de six communes.
En 2020, à la suite d'un nouveau zonage, elle est composée des six mêmes communes.
En 2022, avec 15 134 habitants, elle représente la 3e unité urbaine intra-départementale de l'Ardèche et occupe le 48e rang dans la région Auvergne-Rhône-Alpes.
En 2021, sa densité de population s'élève à 211 hab/km2. Par sa superficie, elle représente 1,29 % du territoire départemental et, par sa population, elle regroupe 4,55 % de la population du département del'Ardèche.

## Composition de l'unité urbaine en 2020
Elle est composée des six communes suivantes :
| Nom                   | Code Insee | Département | Statut       | Superficie (km2) | Population (dernière pop. légale) | Densité (hab./km2) | Modifier                                    |
| --------------------- | ---------- | ----------- | ------------ | ---------------- | --------------------------------- | ------------------ | ------------------------------------------- |
| Privas (ville-centre) | 07186      | Ardèche     | ville-centre | 12,14            | 8 552 (2022)                      | 704                | modifier les données · modifier les données |
| Alissas               | 07008      | Ardèche     | banlieue     | 12,43            | 1 485 (2022)                      | 119                | modifier les données · modifier les données |
| Coux                  | 07072      | Ardèche     | banlieue     | 12,02            | 1 664 (2022)                      | 138                | modifier les données · modifier les données |
| Lyas                  | 07146      | Ardèche     | banlieue     | 7,95             | 592 (2022)                        | 74                 | modifier les données · modifier les données |
| Saint-Priest          | 07288      | Ardèche     | banlieue     | 19,15            | 1 337 (2022)                      | 70                 | modifier les données · modifier les données |
| Veyras                | 07340      | Ardèche     | banlieue     | 7,76             | 1 504 (2022)                      | 194                | modifier les données · modifier les données |

## Évolution démographique
| 1968   | 1975   | 1982   | 1990   | 1999   | 2010   | 2015   | 2021   |
| ------ | ------ | ------ | ------ | ------ | ------ | ------ | ------ |
| 12 964 | 14 059 | 14 726 | 15 193 | 14 752 | 14 791 | 14 767 | 15 072 |

#### Données générales
- Unité urbaine
- Aire d'attraction d'une ville
- Liste des unités urbaines de France

#### Données démographiques en rapport avec l'unité urbaine de Privas
- Aire d'attraction de Privas
- Arrondissement de Privas

#### Données démographiques en rapport avec l'Ardèche
- Démographie de l'Ardèche